# 남원 덕치리 초가
남원 덕치리 초가(南原 德峙里 草家)는 대한민국 전북특별자치도 남원시 주천면 덕치리에 있는 초가이다. 2000년 6월 23일 전북특별자치도의 민속문화재 제35호로 지정되었다.

## 개요
회덕마을의 가장 안쪽 귀퉁이에 자리잡고 있는 집으로 앞에는 논밭이 있고, 그 너머로 지리산 봉우리들이 펼쳐져 있어 경관이 좋다. 원래는 마을 전체가 샛집이었는데 현재는 2채밖에 남아 있지 않다. 다른 한채는 뼈대만 남아 있으며, 벽체와 창호는 현대식으로 고쳤다.
안채와 아래채가 안마당 주변에 ㄱ자형으로 배치되어 있고 그 앞에 헛간채가 있어 전체적으로 튼 ㄷ자형식이다. 안채와 헛간채 사이에는 창고가 경사지에 배치되어 있으며, 사랑채 뒤쪽 바깥에는 변소가 있다. 안채는 왼쪽부터 부엌 2칸·방 1칸·광·아랫방·골방으로 되어 있으며, 부엌 뒤쪽으로 뒷마당과 장독대가 있다. 아래채는 왼쪽부터 온돌방·헛간·창고 등으로 구성되어 있다.
지붕은 근래에 새로 올린 적이 없어 일부가 썩어 내려 앉았으며, 잡초가 많이 자라고 있긴 하나 변형이 거의 없이 조선시대 민가의 형식을 잘 계승하고 있는 건물이다.

## 참고 자료
- 덕치리초가 - 국가유산청 국가유산포털